# Alex Rasmussen
Alex Rasmussen (ur. 9 czerwca 1984 w Svendborgu) – duński kolarz szosowy i torowy, srebrny medalista olimpijski, wielokrotny medalista torowych mistrzostw świata. Zawodnik profesjonalnej grupy Garmin-Sharp.

## Najważniejsze osiągnięcia

### Tor
- 2001
  -  1. miejsce w mistrzostwach Danii (1 km, wyścig druż. na dochodzenie)
- 2002
  -  1. miejsce w mistrzostwach Danii (1 km)
- 2003
  -  1. miejsce w mistrzostwach Danii (1 km, wyścig druż. na dochodzenie, wyścig ind. na dochodzenie, madison, wyścig punktowy)
- 2004
  -  1. miejsce w mistrzostwach Danii (1 km, wyścig druż. na dochodzenie, wyścig ind. na dochodzenie, madison)
- 2005 
  -  1. miejsce w mistrzostwach świata (scratch)
  -  1. miejsce w mistrzostwach Danii (1 km, wyścig druż. na dochodzenie, wyścig ind. na dochodzenie, madison, wyścig punktowy)
- 2006
  -  1. miejsce w mistrzostwach Danii (1 km, wyścig druż. na dochodzenie, wyścig ind. na dochodzenie, madison)
- 2007
  -  3. miejsce w mistrzostwach świata (wyścig druż. na dochodzenie)
  -  1. miejsce w mistrzostwach Danii (wyścig druż. na dochodzenie, wyścig ind. na dochodzenie, madison, wyścig punktowy)
- 2008
  -  2. miejsce w igrzyskach olimpijskich (wyścig druż. na dochodzenie)
  -  2. miejsce w mistrzostwach świata (wyścig druż. na dochodzenie)
  - 6. miejsce w igrzyskach olimpijskich (madison)
  -  1. miejsce w mistrzostwach Danii (wyścig ind. na dochodzenie, madison)
- 2009
  -  1. miejsce w mistrzostwach świata (madison)
  -  1. miejsce w mistrzostwach świata (wyścig druż. na dochodzenie)
  -  1. miejsce w mistrzostwach Danii (madison)
- 2010
  -  1. miejsce w mistrzostwach świata (scratch)

### Szosa
- 2006
  - 1. miejsce w Tour de Berlin
  - 1. miejsce w GP Herning
- 2007
  -  1. miejsce w mistrzostwach Danii (start wspólny)
- 2008
  - 1. miejsce na 1., 3. i 9. etapie Tour of Qinghai Lake
- 2009
  - 2. miejsce w mistrzostwach Danii (jazda ind. na czas)
- 2010
  - 2. miejsce w mistrzostwach Danii (jazda ind. na czas)
- 2011
  - 1. miejsce w Philadelphia International Championship
- 2012
  - 3. miejsce na prologu Giro d'Italia
  - 2. miejsce w Grand Prix de Denain
- 2013
  - 1. miejsce na 1. etapie Bayern Rundfahrt